# 榆树
榆树为榆科榆属的一种落叶乔木，又名榆、白榆、家榆、钱榆、西伯利亞榆，原产亚洲东部和中部。木材坚固耐用；树皮磨粉可制成榆皮麵；翅果幼嫩，俗称榆钱，可以食用。榆树也有许多观赏栽培品种，如垂枝榆、龙爪榆、金叶榆、直杆榆等。

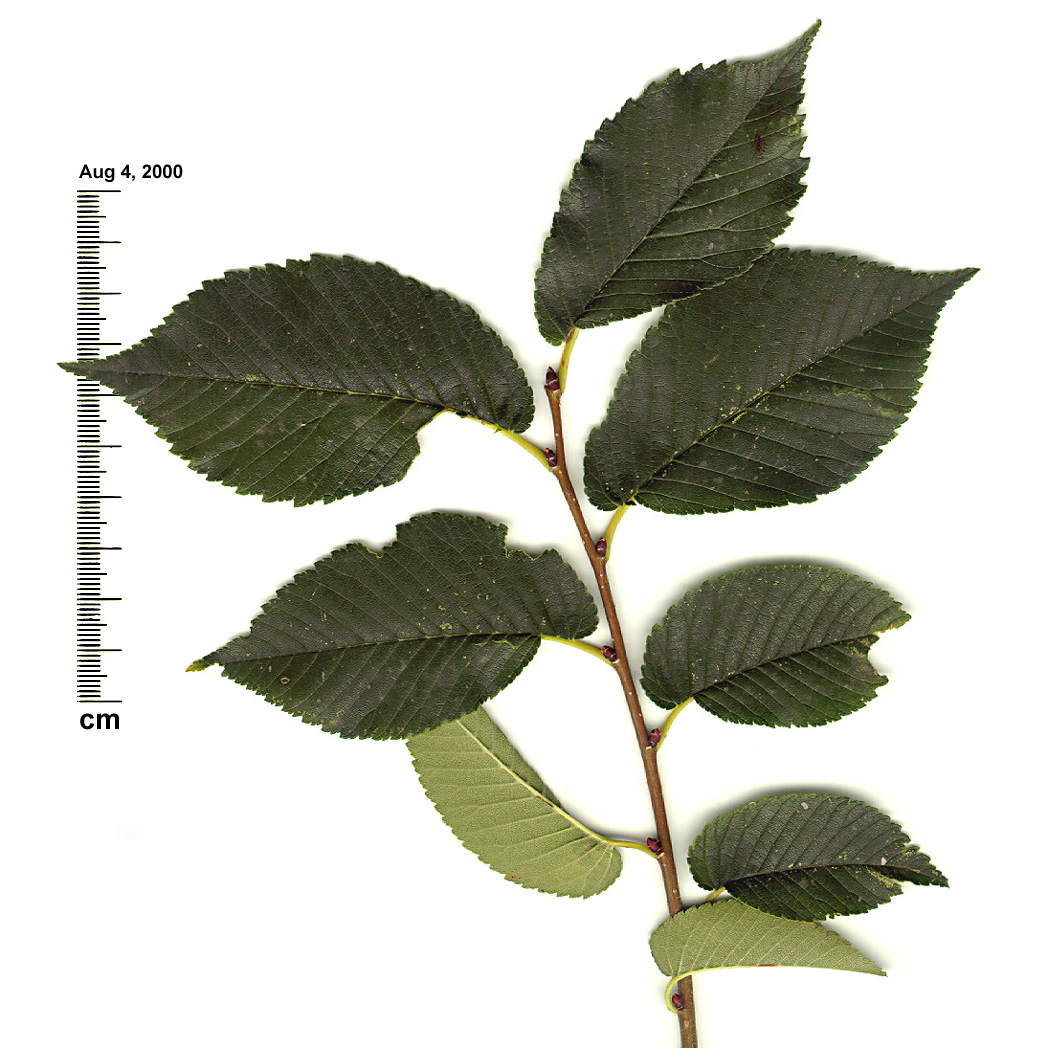
榆叶
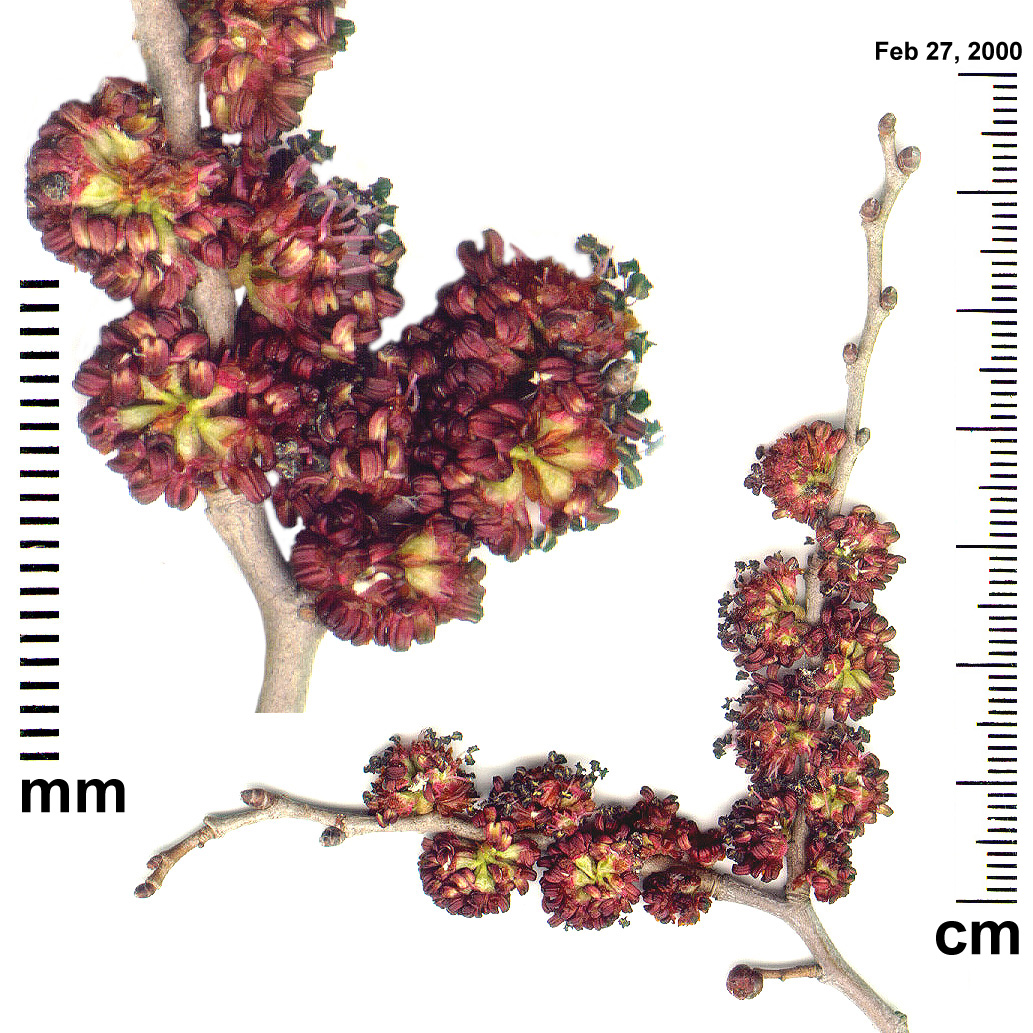
榆花
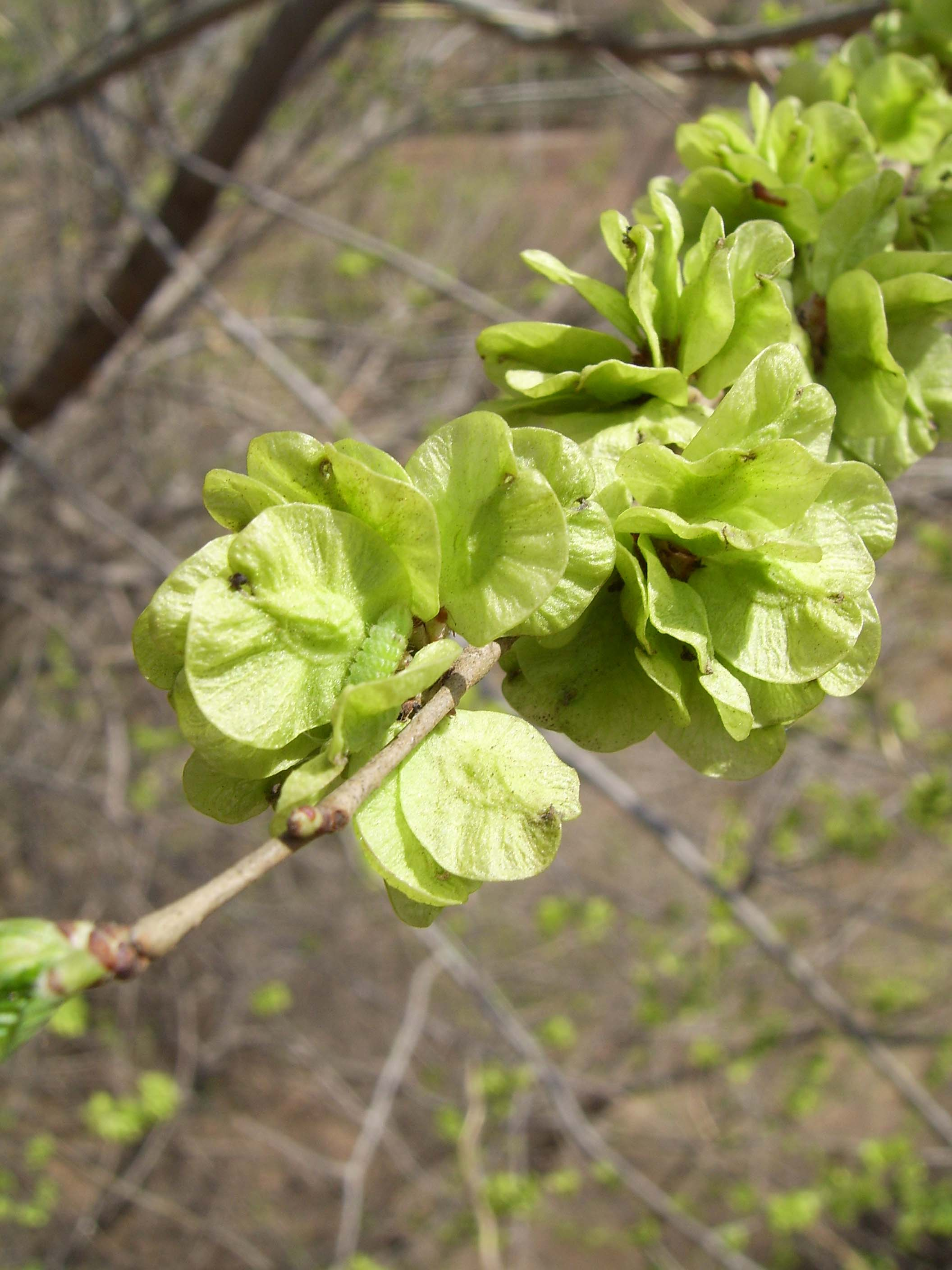
榆钱
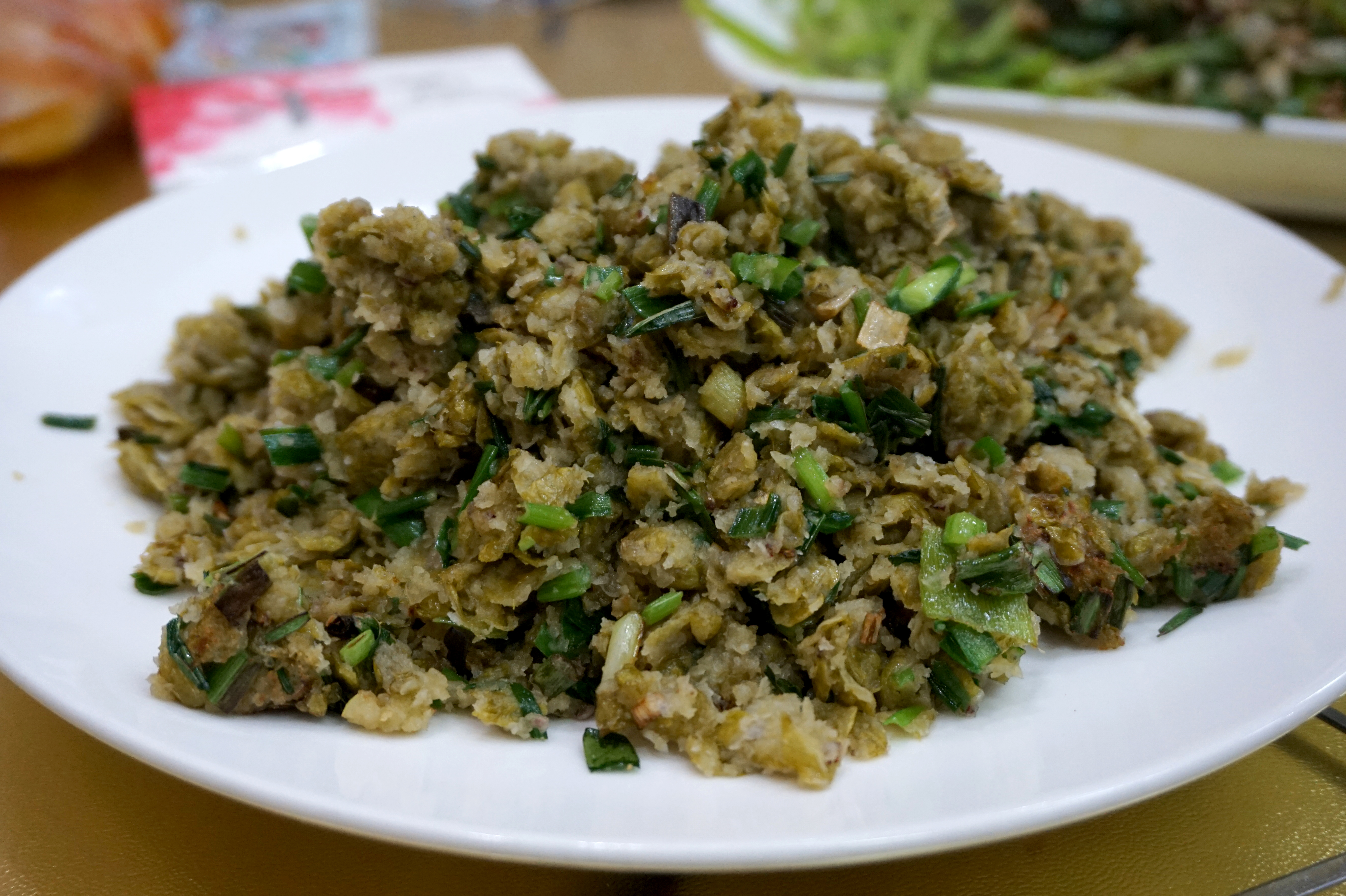
炒榆钱
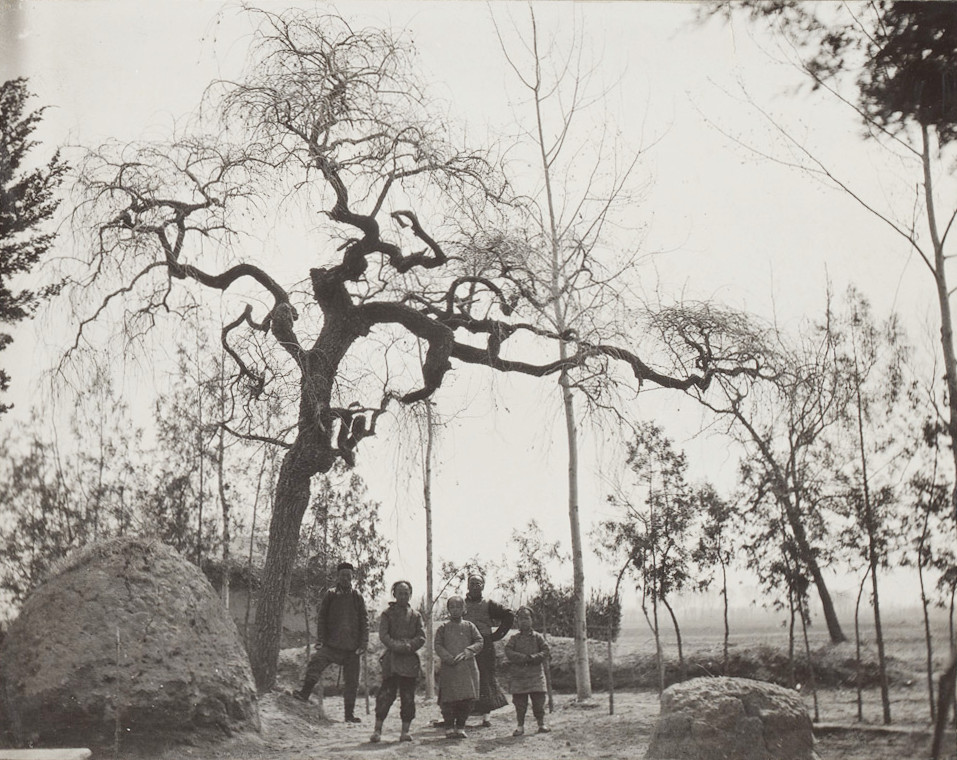
龙爪榆，摄于1908年的丰台

## 外部連結
- 榆樹, Yushu （页面存档备份，存于） 藥用植物圖像數據庫 (香港浸會大學中醫藥學院) （繁體中文）（英文）